# 16 Pułk Ułanów (Księstwo Warszawskie)

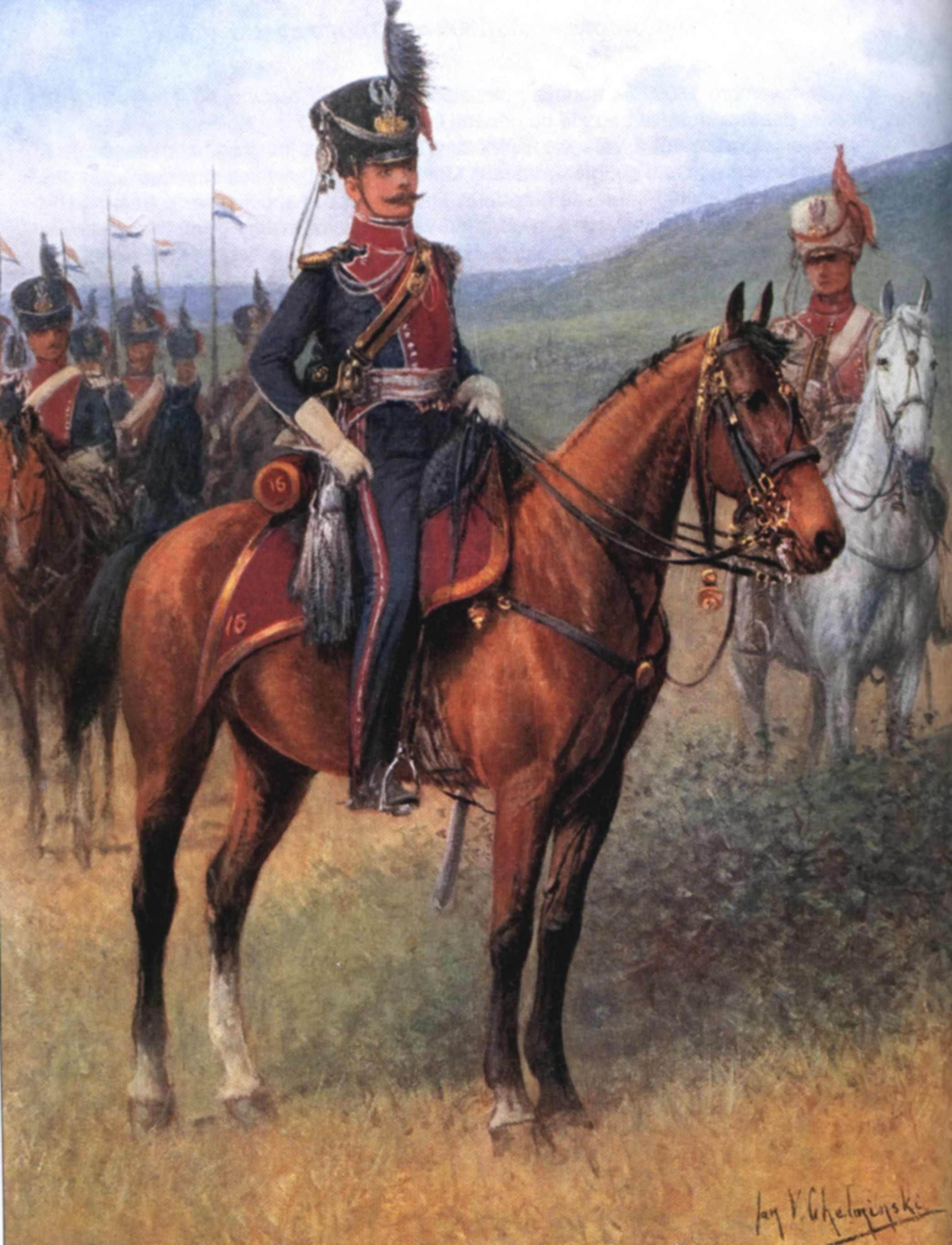

16 Pułk Ułanów – oddział jazdy polskiej Armii Księstwa Warszawskiego. 
28 grudnia 1809 oddział jazdy sformowany na Podolu przez płk. hr. Marcina Tarnowskiego (dowodził od 1 października 1809). Pierwotnie nosił nazwę 7 Pułku Jazdy Galicyjsko-Francuskiej, a następnie przemianowany na 16 pułk ułanów. Na miasto garnizonowe dla tego pułku wyznaczono Lublin. Pod koniec 1809 roku pułk liczył 661 żołnierzy.

## Mundur
Od 1810 roku obowiązywała następująca barwa munduru: 
 Kołnierz karmazynowy; rabaty granatowe z karmazynową wypustką
 Lampasy spodni karmazynowe

## Walki
W wojnie z Austrią uczestniczył w bitwach pod: Tarnopolem (3 lipca 1809), Grzymałowem,  Chorostkowem (13 lipca), Zaleszczykami i Mariampolem za Dniestrem. W kampanii rosyjskiej (Wielka Wojna 1812 roku) stoczył boje m.in. pod Mirem (9 i 10 lipca 1812), Rochaczewem (10 sierpnia), Smoleńskiem (17 sierpnia), Dubrownem, Możajskiem (7 września), Kaługą, pod Borodino (7 września 1812), Borysowem (21 listopada) oraz nad Berezyną (27 listopada 1812).
Po uzupełnieniu składu osobowego w rejonie Krakowa i Żytawy uczestniczył w marszu odwrotowym korpusu księcia Józefa Poniatowskiego. W składzie 20 Brygady Jazdy gen. Jerzego Weyssenhoffa bił się pod Hellensdorfem (14 września 1813), Peterswaldem (16 września 1813), Sere (18 września 1813), Dreznem (9,10 i 22 września 1813), Pirną (17 września 1813) oraz w Bitwie Narodów pod Lipskiem:
16 pułku ułanów nie odtworzono w ramach armii wojska Królestwa Kongresowego.